# Willy Grondin
Willy Grondin (ur. 12 października 1974 w Saint-Denis, Reunion) – francuski piłkarz grający na pozycji bramkarza.

## Kariera

### FC Nantes
W tym klubie spędził najwięcej czasu. Począwszy od 1997 roku, a skończywszy za 7 lat. Wówczas wielokrotnie pomógł ‘Kanarkom’. W latach 2000–2002 grał w Ligue 1 w barwach FC Nantes, również zaznał smaku Ligi Mistrzów.

### Le Mans
Grondin zaliczył krótki epizod w tym klubie. Na wypożyczeniu w Le Mans Union Club 72 spędził cały sezon, ale zagrał zaledwie w 14 spotkaniach.

### Valenciennes FC
W latach 2005–2009 grał w Valenciennes FC. Trafił tam przed sezonem 2005/06, później pomógł im awansować do Ligue 1. Willy Grondin stracił pozycję w wyjściowej jedenastce, gdy do klubu sprowadzono Nicolasa Penneteau.

### Paris Saint-Germain
9 lipca 2009 po rozwiązaniu kontraktu z Valenciennes podpisał roczną umowę z Paris Saint-Germain. W 2010 roku stał się wolnym zawodnikiem.